# Jacob Cornelis Matthieu Radermacher
Pour les articles homonymes, voir Radermacher.
Jacob Cornelis Matthieu Radermacher (1741- 24 décembre 1783) est un botaniste et auteur néerlandais.

## Biographie
Jacob Radermacher est un naturaliste et un officier de la Verenigde Oostindische Compagnie, la Compagnie néerlandaise des Indes orientales. Son père Jacob Cornelis Radermacher (1700-1748) était le trésorier-général du prince d'Orange, tandis que son oncle et son neveu étaient membres de la direction de la VOC.
En 1757, à seulement 16 ans, il voyage jusqu'en Indonésie pour travailler comme négociant pour la VOC. Il se marie le 21 mai 1761 avec Margaretha Sophia Verijssel. En 1762, il crée la première loge maçonnique d'Asie à Batavia.
Il retourne aux Provinces-Unies en 1763 pour continuer ses études et devient licencié en droit à Harderwijk. Après l'obtention de son diplôme, il s'installe comme avocat à Arnhem le 13 juin 1766. Après une courte période, il décide de retourner à Batavia.
Le 20 décembre 1766, il embarque avec sa femme Margaretha et ses deux fils Frans Reinier et Johannes Cornelis sur le Tulpenburg pour l'Indonésie. Son plus jeune fils, Johannes Cornelis, meurt dans le mois qui suit leur départ.
En 1776, Radermacher est promu par la VOC au titre de consul extraordinaire des Indes.
Pendant ses années passées à Batavia, Radermacher a été un promoteur des arts et des sciences en Extrême-Orient. Le 24 avril 1778, il fonde la Bataviaasch Genootschap van Kunsten en etenschappen (la Société des arts et des sciences de Batavia). Il a en outre fait don de nombreux écrits et collections pour l'ouverture d'un musée. C'est durant cette période que Radermacher commence à cataloguer la faune et la flore des îles de Java et Sumatra. L'arbre du genre Radermachera a été ainsi nommé en son honneur.
En 1781, Radermacher est nommé commissaire chargé de la flotte et de l'armée, et du Conseil Commun des Indes[Quoi ?]. Après la mort de sa première femme, il se remariera avec Anna Bosh.
En 1783, il demande la permission de retourner aux Provinces-Unies pour des raisons de santé . Il est assassiné lors d'une mutinerie sur le chemin du retour, le 24 décembre 1783.